# Victor Salva
Victor Salva, född 29 mars 1958 i Martinez, Kalifornien, är en amerikansk filmregissör, mest känd för att ha regisserat filmer inom skräckfilmsgenren.
Salva dömdes för sexualbrott (våldtäkt) mot en 12-årig skådespelare i filmen Clownhouse och för innehav av barnpornografi. Han avtjänade 15 månader i fängelse och blev frisläppt 1989.

## Filmografi (i urval)
- 1986 – Something in the Basement
- 1989 – Clownhouse
- 1995 – Powder
- 1995 – The Nature of the Beast
- 1999 – Rites of Passage
- 2001 – Jeepers Creepers
- 2003 – Jeepers Creepers 2
- 2006 – Peaceful Warrior
- 2014 – Haunted
- 2017 – Jeepers Creepers 3